# Dmitri Chtcherbinine
Dmitri Nikolaïevitch Chtcherbinine (en russe : Дмитрий Николаевич Щербинин) est un joueur russe de volley-ball né le 10 septembre 1989 à Moscou (alors en URSS). Il mesure 2,08 m et joue central. Il totalise 10 sélections en équipe de Russie.

## Clubs
| Club          | De        | À   |
| ------------- | --------- | --- |
| Dinamo Moscou | 2007-2008 | ... |

## Palmarès

### Club et équipe nationale
- Ligue mondiale (1)
  - Vainqueur : 2011
- Ligue des champions
  - Finaliste : 2010
- Coupe de la CEV (1)
  - Vainqueur : 2012
- Championnat de Russie (1)
  - Vainqueur : 2008
  - Finaliste : 2011, 2012
- Coupe de Russie (1)
  - Vainqueur : 2008
  - Finaliste : 2010, 2013
- Supercoupe de Russie (2)
  - Vainqueur : 2008, 2009

### Distinctions individuelles
- Meilleur contreur du Championnat d'Europe des moins de 21 ans 2008